# Liste der Flaggen im Kreis Bergstraße
Diese Liste zeigt die Flaggen im Landkreis Bergstraße in Hessen, mit seinen Städten, Gemeinden und Ortsteilen. Anbetrachts der Tatsache, dass in Hessen vorwiegend Banner bzw. Hochflaggen üblich sind, werden die Genehmigungsdaten und die Flaggenbeschreibung auch auf diese bezogen.
| Der Landkreis Bergstraße in Hessen |  | Die Flagge des Kreises Bergstraße wurde durch den Hessischen Innenminister genehmigt und wird wie folgt beschrieben: „Auf der weißen Mittelbahn des rot-weiß-roten Flaggentuches das Wappen des Kreises Bergstraße.“ |

## Städte und Gemeinden
| Stadt oder Gemeinde | Banner | Hissflagge | Beschreibung und Genehmigung |
| ------------------- | ------ | ---------- | --- |
| Abtsteinach         | 5:2    | 3:5        | „Auf weißer Mittelbahn, begrenzt von 2 blauen Seitenstreifen, in der oberen Hälfte aufgelegt das Gemeindewappen.“ Genehmigt am 14. Januar 1980                       |
| Bensheim            |        |            | Die Stadt Bensheim führt keine offizielle Flagge. Lokal wird jedoch eine Fahne mit rot-weißem Flaggentuch und dem Stadtwappen im weißen Flaggenhaupt verwendet.      |
| Biblis              | 5:2    | 3:5        | „Auf dem von Rot und Weiß im oberen Drittel geständerten Flaggentuch im Kreuzpunkt aufgelegt das Gemeindewappen.“ Genehmigt am 9. August 1966                        |
| Birkenau            | 5:2    | 3:5        | „In von Weiß und Rot geständertem Flaggentuch das Gemeindewappen.“ Genehmigt am 27. August 1976                                                                      |
| Bürstadt            | 5:2    | 3:5        | „Auf breiter gelber Mittelbahn, beseitet von schmalen schwarzen Seitenbahnen, im oberen Teil aufgelegt das Gemeindewappen.“ Genehmigt am 9. August 1966              |
| Einhausen           | 5:2    | 3:5        | „Auf der breiten weißen Mittelbahn des rot-weiß-roten Flaggentuches das Wappen der Gemeinde Einhausen.“ Genehmigt am 27. November 1972                               |
| Fürth               | 5:2    | 3:5        | „Auf rot-weißer Flaggenbahn in der oberen Hälfte aufgelegt das Gemeindewappen.“ Genehmigt am 14. Januar 1980                                                         |
| Gorxheimertal       | 5:2    | 3:5        | „Auf verbreiterter Mittelbahn des von roten Doppelstreifen begrenzten weißen Flaggenbahn aufgelegt das Gemeindewappen.“ Genehmigt am 16. April 1977                  |
| Grasellenbach       | 5:2    | 3:5        | „Auf weißen Flaggentuch mit roten Randstreifen im oberen Drittel aufgelegt das Gemeindewappen.“ Genehmigt am 18. Mai 1978                                            |
| Groß-Rohrheim       | 5:2    | 3:5        | „Zwischen schmalen roten Seitenbahnen eine breite weiße Mittelbahn, belegt mit dem Gemeindewappen.“ Genehmigt am 7. Februar 1969                                     |
| Heppenheim          |        |            | Die Kreisstadt Heppenheim führt keine offizielle Flagge Lokal wird jedoch eine rot-weiße Fahne, belegt mit dem Stadtwappen verwendet.                                |
| Hirschhorn          | 5:2    | 3:5        | „Auf in Blau und Gelb gesändertem Flaggentuch auf den Kreuzpunkt aufgelegt das Gemeindewappen.“ Genehmigt am 4. September 1964                                       |
| Lampertheim         | 5:2    | 3:5        | „Die Flagge ist rot - weiß - rot (1:1:1) gestreift und im oberen Drittel belegt mit dem Gemeindewappen.“ (nicht amtliche Beschreibung) Genehmigt am 8. Februar 1951  |
| Lautertal           | 5:2    | 3:5        | „In der verbreiterten weißen Mittelbahn das rot-weiß-roten Flaggentuches das Gemeindewappen.“ Genehmigt am 3. März 1975                                              |
| Lindenfels          |        |            | Die Stadt Lindenfels führt keine offizielle Flagge Lokal wird jedoch eine, grün-weiße Fahne, belegt mit dem Stadtwappen verwendet.                                   |
| Lorsch              | 5:2    | 3:5        | „In einer breiten weißen Mittelbahn die von zwei schmäleren roten Seitenbahnen eingefasst ist, das Wappen der Gemeinde Lorsch.“ Genehmigt am 4. September 1957       |
| Mörlenbach          |        |            | Die Gemeinde Mörlenbach führt keine offizielle Flagge |
| Neckarsteinach      |        |            | Die Stadt Neckarsteinach führt keine offizielle Flagge. Lokal wird jedoch eine Blaue Fahne, belegt mit dem Stadtwappen verwendet.                                    |
| Rimbach             | 5:2    | 3:5        | „Auf dem rot-weißen Flaggentuch mit fünf gleichbreiten Bahnen (Mittel- und Außenbahnen rot) das der Mittelbahn aufgelegte Gemeindewappen.“ Genehmigt am 6. Juni 1977 |
| Viernheim           | 5:2    | 3:5        | „Auf der blau-weiß-roten Flaggenbahn aufgelegt das Stadtwappen.“ (nicht amtliche Beschreibung) Genehmigt am 30. November 1949                                        |
| Wald-Michelbach     |        |            | Die Gemeinde Wald-Michelbach führt keine offizielle Flagge. Lokal wird jedoch eine schwarz-gelbe Fahne, belegt mit dem Gemeindewappen verwendet.                     |
| Zwingenberg         |        |            | Die Stadt Zwingenberg führt keine offizielle Flagge. Lokal wird jedoch eine rot-weiße Fahne, belegt mit dem Stadtwappen verwendet.                                   |

## Ehemalige Städte und Gemeinden
| Stadt oder Gemeinde | Banner | Hissflagge | Beschreibung und Genehmigung |
| ------------------- | ------ | ---------- | --- |
| Gras-Ellenbach      | 5:2    | 3:5        | „Auf breiter weißer Mittelbahn, beseitet von schmalen roten Seitenbahnen, im oberen Teil aufgelegt das Gemeindewappen.“ Genehmigt am 9. August 1966          |
| Hambach             | 5:2    | 3:5        | „Auf breiter weißer Mittelbahn, beseitet von zwei schmalen roten Seitenbahnen, im oberen Teil aufgelegt das Gemeindewappen.“ Genehmigt am 15. September 1965 |
| Seidenbuch          | 5:2    | 3:5        | „Auf dem von Grün und Weiß im oberen Drittel geständerten Flaggentuch im Kreuzpunkt aufgelegt das Gemeindewappen.“ Genehmigt am 3. Dezember 1968             |
| Rodau               | 5:2    | 3:5        | „In einer von Grün und Gelb geständerten Flagge das Gemeindewappen.“ Genehmigt am 20. Oktober 1970                                                           |